# Filip Benoot
Filip (ook geschreven als Philip) Benoot (Roeselare, 3 februari 1957 – 24 april 2023) was Belgisch voetballer die uitkwam voor KVC Ardooie, Club Brugge, KAA Gent en KV Mechelen. Hij speelde als middenvelder.
Benoot begon zijn carrière in de zomer van 1968 bij VC Ardooie. Na één seizoen in Brugse loondienst (1976-77) maakte hij de overstap naar KAA Gent. Hier werkte hij zich op tot basisspeler, wat hij vijf seizoenen bleef. Daarin werd hij eenmaal verkozen tot speler van het seizoen. In juni 1982 werd hij getransfereerd naar KV Mechelen, waar hij nog drie seizoenen voetbalde. Hij werd in Mechelse loondienst later uitgeleend aan KRC Harelbeke (1985-88).
Na zijn professionele carrière speelde hij nog in de ploeg van VC Zevergem Sportief, KVV Standaard Meulestede, KSK Kruishoutem en KRC Gavere/KFC Gavere-Asper.
Benoot overleed op 66-jarige leeftijd.